# Otto Steinhäusl
Otto Steinhäusl, född den 10 mars 1879 i Budweis, Böhmen, Österrike-Ungern, död den 20 juni 1940 i Wien, var en österrikisk polisman och SS-Oberführer. Han var polischef i Wien och chef för Interpol från 1938 till 1940.